# Johannes Elfström
Johannes Elfström, född 26 juni 1836 i Österfärnebo församling, Gävleborgs län, död 6 december 1920 i Kungsholms församling, Stockholms stad. Predikant i Svenska Missionsförbundet och psalmförfattare. Redaktör på Sanningsvittnet.

## Psalmer
- O jag vet ett land, Bortom tidens strand, nr 260 i Svensk söndagsskolsångbok 1908 under rubriken Hemlandssånger. Nr 734 i Svenska Missionsförbundets sångbok Sånger och psalmer 1951 under rubriken Döden och det eviga livet. Längtan till det eviga hemmet. Finns på Wikisource.